# Joseph Mayseder
Joseph Mayseder (né à Vienne le 16 octobre 1789 et décédé à Vienne le 21 novembre 1863) est un violoniste et compositeur autrichien.

## Biographie
Mayseder prend ses premières leçons de violon avec Joseph Suche en 1797 ; il travaille ensuite avec Paul Wranitzky à partir de 1798.
Encouragé par Ignaz Schuppanzigh (il fut plus tard second violon du Quatuor Schuppanzigh), Mayseder se produit pour la première fois en public à l’âge de onze ans, aux concerts du Parc Augarten. En 1802, il commence à étudier le piano et la composition avec Förster et à jouer dans un quatuor à cordes, notamment dans des concerts privés chez le baron Zmeskall von Domanovecz et le prince Lobkowicz (amis et mécènes de Beethoven).
Il est rapidement considéré comme l’interprète inégalable des quatuors de Mozart, de Haydn et de Beethoven. Carlo Alfredo Piatti, qui n’était pas facile à satisfaire, appréciait son jeu de quartettiste : « J’ai été surpris de l’entendre jouer avec une intonation aussi pure et avec tant de feu » ; Joachim lui rend aussi hommage en indiquant, dans l’une de ses danses hongroises, un passage qui doit être joué « à la Mayseder ».
Engagé successivement comme Konzertmeister de l’orchestre du Théâtre de la cour impériale en 1810, soliste à la chapelle impériale en 1816, soliste de l’empereur en 1835 et directeur musical de la chapelle impériale en 1836, Mayseder donne de nombreux concerts – lors desquels il promeut les œuvres de Beethoven, de Spohr, de Weber et de Schubert– avec Hummel et Moscheles avant de prendre sa retraite en 1837. Considéré comme le fondateur de l'école viennoise du violon, il avait l'estime de Niccolò Paganini.
En 1820, il se rend à Paris où il rencontre notamment Cherubini, Habeneck, Reicha, Herz, Viotti et Kreutzer. En 1839, il est nommé avec Pierre Rode et Pierre Baillot à l'Académie nationale Sainte-Cécile à Rome.  
Mayseder compose quasi exclusivement de la musique instrumentale, principalement de la musique de chambre ; 67 œuvres sont publiées de son vivant.
Voici ce que François-Joseph Fétis en dit : « Ses compositions, particulièrement ses rondeaux brillants, ses airs variés pour violon, et ses trios pour piano, ont obtenu des succès européens. Ces ouvrages se font moins remarquer par le mérite de la facture que par un heureux instinct de mélodie, et beaucoup de goût dans les détails. [...] Cette musique est en général agréable, mais elle n'indique pas une forte conception dans le développement des idées. »
Il est enterré au Cimetière central de Vienne (Groupe 0, rang 1, no 36). Une rue du centre historique de Vienne porte son nom depuis 1876 (Maysedergasse).

## Distinctions
- Chevalier de l'Ordre de François-Joseph, 1862
- Citoyen d'honneur de la ville de Vienne
- Membre honoraire de la Société philharmonique de Vienne, 1862

## Œuvres
- Œuvres concertantes[5]
  - 3 concertos pour violon, op. 22, 26 et 28
  - concerto varié, op. 43
  - Rondeaux brillants pour violon principal et orchestre ou quatuor, op. 21, 27, 29 et 30.
  - Airs et thèmes originaux variés pour violon principal avec orchestre ou quatuor, op. 18, 23, 33, 40 et 45

- Quatuors à cordes
  - op. 5 en la majeur
  - op. 6 en sol mineur
  - op. 7 en la-bémol majeur
  - op. 8 en fa majeur
  - op. 9 en ré majeur
  - op. 23 en sol majeur
  - op. 62 en fa-dièse mineur
  - op. 66 en ré majeur
  - Thèmes variés, avec accompagnement de second violon, alto et violoncelle, op. 1, 4, 15

- Quintettes à cordes
  - op. 50 en si mineur
  - op. 51 en ’la mineur
  - op. 55 en ré majeur
  - op. 65 en mi-bémol majeur
  - op. 67 en mi mineur

- Violon et piano
  - Sonate op. 10
  - Sonate op. 42
  - divers duos dont le Duo concertant en la majeur op. 60

- Trios avec piano
  - op. 34 en si-bémol majeur
  - op. 41 en fa majeur
  - op. 51 en fa majeur
  - op. 52 en la-bémol majeur
  - op. 57 (variations)
  - op. 58 en si mineur (éd. Sikorski, 1843)
  - op. 59 en sol majeur (éd. Costallat, 1844)

- Quatuors avec piano
  - op. 24 en fa mineur
  - Variations concertantes en ré majeur, op. 57
  - Souvenir à Baden, guirlande musicale en forme de variations concertantes, op. 63

- Musique sacrée
  - Messe en mi-bémol majeur, op. 64